# Museu Mineralògic Fersmann
El Museu Mineralògic Fersmann (en rus, Минералогический музей им. А. Е. Ферсмана) és un museu de minerals que es troba a Moscou (Rússia), i que forma part de l'Acadèmia Russa de les Ciències.
Va ser inaugurat l'any 1716 a Sant Petersburg amb el nom de "El gabinet de minerals de Kunstkammer". La base d'aquesta primer gabinet va ser una col·lecció de 1195 peces comprada per ordre del tsar Pere el Gran, que es va afegir al material existent del dipòsit rus. L'any 1955, ja a Moscú, va ser reanomenat al nom actual, en honor d'Aleksandr Fersmann.
Les col·leccions de minerals inclouen espècimens de tot el món, i estan formades per més de 135.000 articles. Entre aquests elements es poden trobar cristalls naturals, geodes, druses, meteorits i altres objectes relacionats amb el món dels minerals i la mineralogia. Una bona part de la mostra està composta per peces d'art i artesania tallades sobre pedres precioses, amb abundants obres dels segles xviii al xx, com els famosos ous que Peter Carl Fabergé va crear per als tsars russos.